# Turó de l'Alzina Rodona
El Turó de l'Alzina Rodona és una muntanya de 1.241 metres que es troba entre els municipis de Seva i de Viladrau, a la comarca d'Osona.